# Derobrachus hovorei
Derobrachus hovorei es una especie de escarabajo longicornio del género Derobrachus, tribu Prionini, subfamilia Prioninae. Fue descrita científicamente por Santos-Silva en 2007.

## Descripción
Mide 33-70,3 milímetros de longitud.

## Distribución
Se distribuye por México y Estados Unidos.